# 이타미 야스카쓰
이타미 야스카쓰(일본어: 伊丹康勝, 1575년 ~ 1653년 7월 8일)는 에도 시대 전기의 하타모토, 다이묘이다. 가이 도쿠미 번 초대 번주를 지냈다. 에도 막부에선 감정봉행을 역임하였다. 다케다 가쓰요리의 중신 이타미 마사카쓰의 삼남으로 스루가 시미즈(지금의 시즈오카현 시즈오카시)에서 태어났다.
|  | 제1대 도쿠미 번 번주 (이타미가) 1633년 ~ 1653년 | 후임 이타미 가쓰나가 |